# دشمنان خرد
دشمنان خرد(به انگلیسی: The Enemies of Reason) یک مستند تلویزیونی دو قسمتی است که توسط زیست‌شناس تکاملی ریچارد داوکینز نوشته و ارائه شده‌است. داوکینز در این مستند به‌دنبال افشای آن دسته از باورهای اعتقادی است که بدون اثبات علمی وجود دارند و مردم را تحت تأثیر خود نگه می‌دارند؛ مانند واسطه روحی، طب سوزنی و دورجنبی.
مستند دشمنان خرد برای اولین بار از کانال ۴ بریتانیا پخش شد. قسمت اول این مستند در ۱۳ اوت ۲۰۰۷ و قسمت دوم در ۲۰ اوت ۲۰۰۷ پخش شد.